# Ortachne
Ortachne es un género  de plantas herbáceas perteneciente a la familia de las poáceas. Es originaria de Chile. 
Algunos autores lo incluyen en el género Stipa, cf. Lorenzochloa.

## Especies
- Ortachne breviseta
- Ortachne erectifolia
- Ortachne floridana
- Ortachne pilosa
- Ortachne rariflora
- Ortachne retorta
- Ortachne scabra
- Ortachne tenuis